# Relaciones Canadá-Japón
Las relaciones diplomáticas entre Canadá y Japón comenzaron oficialmente en 1928 con la apertura del consulado japonés en Ottawa.  En 1929, Canadá abrió su legación en Tokio, la primera en Asia; y, ese mismo año, Japón convirtió su consulado de Ottawa en legación..
Creada en 1929, la misión canadiense en Japón es la misión más antigua de Canadá en Asia y la tercera misión más antigua no perteneciente a la Commonwealth, después de las de Estados Unidos y Francia. Canadá tiene una embajada en Tokio y un consulado en Nagoya. Japón tiene una embajada en Ottawa y cuatro consulados generales en Calgary, Montreal, Toronto y Vancouver.
Según una encuesta de BBC World Service de 2017, el 77% de los canadienses ven positivamente la influencia de Japón, con un 12% que expresa una opinión negativa, lo que convierte a Canadá en uno de los países más pro-japoneses del mundo.
| País encuestado | Positivo | Negativo | Neutral | Pos − Neg |
| --------------- | -------- | -------- | ------- | --------- |
| China           | 22%      | 75%      | 3       | -53       |
| España          | 39%      | 36%      | 25      | 3         |
| Turquía         | 50%      | 32%      | 18      | 18        |
| Pakistán        | 38%      | 20%      | 42      | 18        |
| India           | 45%      | 17%      | 38      | 28        |
| Rusia           | 45%      | 16%      | 39      | 29        |
| Perú            | 56%      | 25%      | 19      | 31        |
| Nigeria         | 57%      | 24%      | 19      | 33        |
| Reino Unido     | 65%      | 30%      | 5       | 35        |
| México          | 59%      | 23%      | 18      | 36        |
| Kenia           | 58%      | 22%      | 20      | 36        |
| Alemania        | 50%      | 13%      | 37      | 37        |
| Indonesia       | 57%      | 17%      | 26      | 40        |
| Estados Unidos  | 65%      | 23%      | 12      | 42        |
| Francia         | 74%      | 21%      | 5       | 53        |
| Brasil          | 70%      | 15%      | 15      | 55        |
| Australia       | 78%      | 17%      | 5       | 61        |
| Canadá          | 77%      | 12%      | 11      | 65        |

## Historia

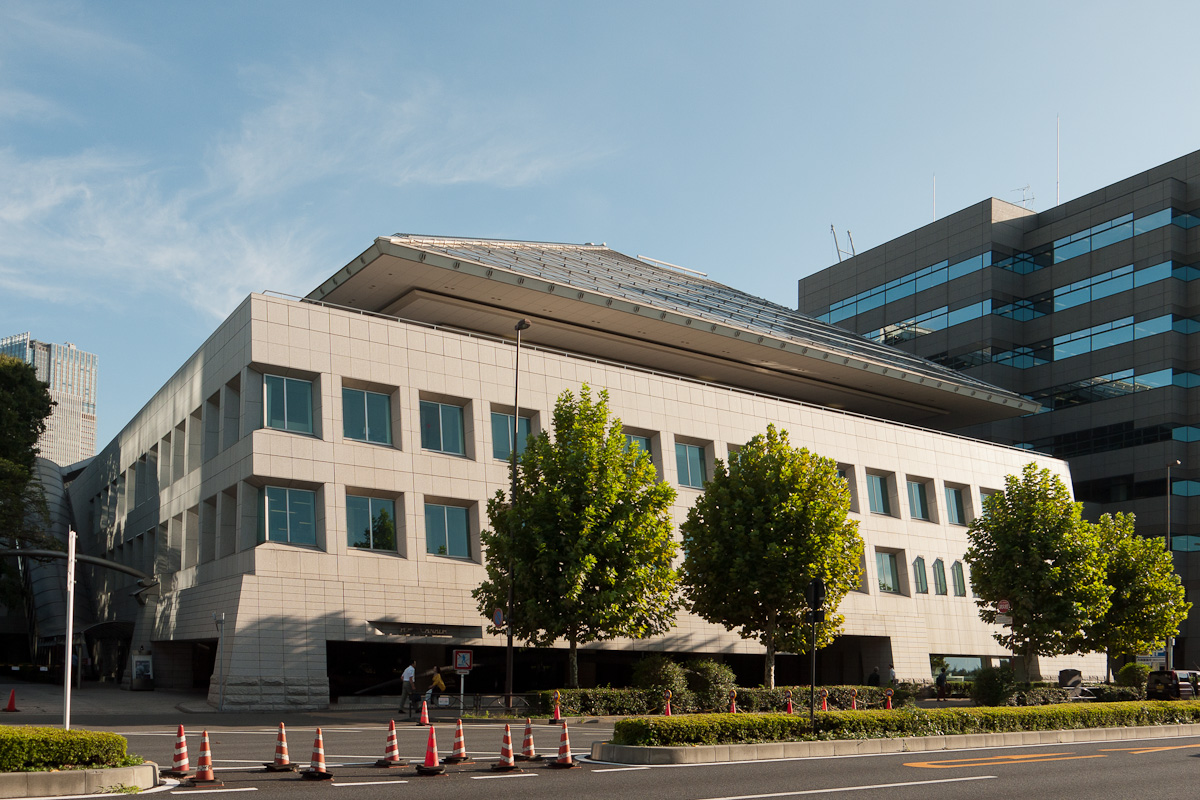
Embajada de Canadá en Japón situada en Akasaka, Minato, Tokyo

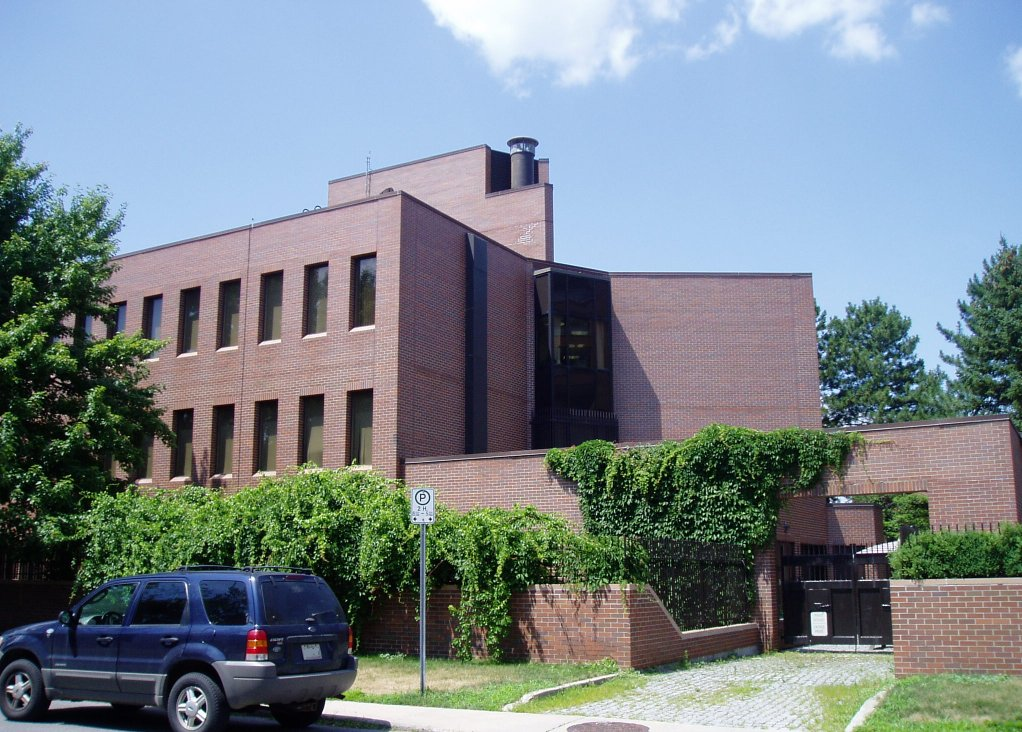
Embajada de Japón en Canadá situada en Sussex Drive, Ottawa, Ontario

### Contactos iniciales
Algunos contactos canadiense-japoneses son anteriores al establecimiento mutuo de legaciones permanentes.  El primer inmigrante japonés conocido en Canadá, Manzo Nagano, desembarcó en New Westminster, Columbia Británica, en 1877.
Varios misioneros canadienses que trabajaron en Japón durante el período Meiji desempeñaron papeles importantes tanto en el desarrollo de las iglesias cristianas japonesas locales como en la modernización del sistema educativo de Japón. Entre ellos cabe destacar al reverendo Alexander Croft Shaw, estrecho colaborador de Yukichi Fukuzawa de la Universidad de Keio, a G.G. Cochran, que ayudó a fundar la Universidad de Doshisha y a Davidson McDonald, que ayudó a establecer la Universidad Aoyama Gakuin.
En 1887 se abrió la ruta de navegación a vapor entre Yokohama y Vancouver, con buques del servicio oceánico de la Canadian Pacific Railway que realizaban viajes regulares.  Uno de estos buques canadienses, el RMS Empress of Australia y su capitán, Samuel Robinson, RNR ganaron fama internacional debido a las labores de rescate emprendidas tras el terremoto del Gran Kantō de 1923.
De 1904 a 1905, Herbert Cyril Thacker, de la Real Artillería de Campaña canadiense, sirvió sobre el terreno como agregado militar del ejército japonés durante la Guerra Ruso-Japonesa.  El gobierno japonés le concedió la Orden del Tesoro Sagrado, Tercera Clase por sus servicios durante la Guerra Ruso-Japonesa.  También recibió la Medalla de Guerra de Japón por su servicio durante esa campaña.
Japón fue aliado del Imperio Británico durante la Primera Guerra Mundial.

### Apertura de misiones diplomáticas
La legación que Canadá abrió en Tokio en 1929 fue la tercera fuera de la Commonwealth, tras las de Washington y París. Este hecho pone de manifiesto la excepcional importancia que Canadá concedía a Japón como centro de sus actividades diplomáticas en toda Asia.  Sin embargo, la razón de la creación de la legación también tuvo mucho que ver con el sentimiento antiasiático en la provincia canadiense de Columbia Británica durante la primera mitad del siglo XX.  El primer ministro canadiense William Lyon Mackenzie King estaba ansioso por limitar la emigración japonesa a Canadá, afirmando que "nuestra única manera eficaz de tratar la cuestión japonesa es tener nuestro propio ministro en Japón para visar pasaportes." A modo de contexto, cabe señalar que el consulado de Japón en Vancouver se estableció en 1889, 40 años antes de que se abriera su embajada en Ottawa en 1929.
El primer ministro japonés en Canadá fue el príncipe Iemasa Tokugawa, en el cargo de 1929 a 1934. El primer ministro canadiense en Japón fue Sir Herbert Marler, en el cargo de 1929 a 1936.

### Segunda Guerra Mundial

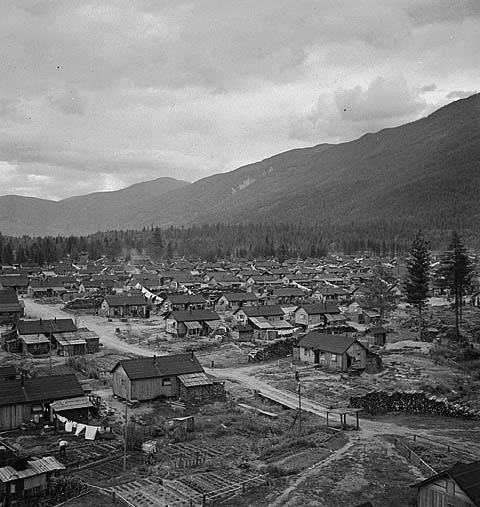
An internment camp for Japanese-Canadians in British Columbia.

Los lazos diplomáticos se rompieron en 1941 con el inicio de la Guerra del Pacífico. Durante la guerra, Canadá internó a japoneses-canadienses tras la aprobación de la Ley de Medidas de Guerra por motivos de "seguridad nacional". A los japoneses-canadienses se les revocaron muchos de sus derechos, incluido el derecho a trabajar en cualquier ocupación que eligieran, así como el derecho a poseer propiedades.
En diciembre de 1941, ocho horas después del comienzo de la Guerra del Pacífico, las fuerzas de la Commonwealth que luchaban contra las fuerzas japonesas, durante la Batalla de Hong Kong incluían la Fuerza C canadiense, una formación de nivel de brigada. Tras su derrota en Hong Kong unas semanas más tarde, cientos de canadienses se convirtieron en prisioneros de guerra (POW).
En Alaska, parte de las Islas Aleutianas fueron ocupadas por las fuerzas japonesas. El 15 de agosto de 1943, 29.000 soldados estadounidenses y 5.000 canadienses desembarcaron en la isla Kiska. Encontraron la isla abandonada, ya que las fuerzas japonesas se habían marchado dos semanas antes. Dos escuadrones de cazas de la Real Fuerza Aérea Canadiense también estuvieron en servicio activo sobre las Aleutianas, y obtuvieron una victoria aérea sobre un avión japonés. Tres cruceros mercantes armados canadienses y dos corbetas también sirvieron en la campaña de las Aleutianas, pero no se encontraron con fuerzas enemigas. 
Cuatro buques de la Real Armada Canadiense formaron parte de la Flota Británica del Pacífico (BPF) en 1944-45. Varios canadienses también sirvieron en buques británicos, incluidos aviadores adscritos a la Fleet Air Arm. En particular, el crucero HMCS Uganda participó en una asalto con portaaviones a la importante base japonesa de Truk. Posteriormente, el BPF participó en incursiones aéreas en las Islas Natales japonesas.

### Posguerra

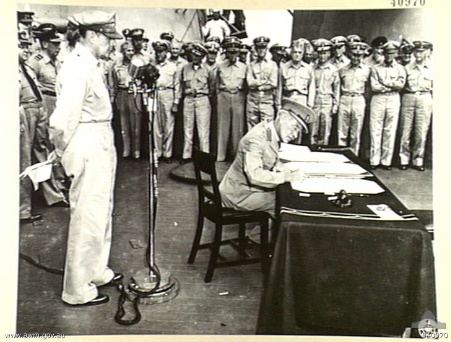
El coronel Lawrence Moore Cosgrave, firma el Instrumento Japonés de Rendición como representante de Canadá en el USS Missouri.

Los representantes canadienses regresaron a Tokio en 1946 tras la rendición incondicional de Japón a las fuerzas aliadas después de los bombardeos atómicos de Hiroshima y Nagasaki. Japón también abrió una oficina diplomática en Ottawa en 1951 para preparar la futura reanudación de las relaciones diplomáticas.  El pleno restablecimiento de las relaciones entre Japón y Canadá vino acompañado del Tratado de Paz de San Francisco en 1952.
La legación canadiense en Tokio se convierte en embajada y Robert Mayhew es nombrado primer embajador canadiense en Japón tras la Segunda Guerra Mundial. Japón también estableció una embajada en Ottawa y Sadao Iguchi se convirtió en el primer embajador japonés en Canadá.
Canadá actuó de diversas maneras para ayudar al reingreso de Japón en la comunidad internacional. Fue por iniciativa de Canadá que Japón fue admitido como miembro de la conferencia del Plan Colombo que se celebró en Ottawa en 1954, el mismo año en que se selló el Acuerdo bilateral sobre Comercio.  Canadá apoyó la inclusión de Japón en el Acuerdo General sobre Aranceles Aduaneros y Comercio (GATT); y cuando Japón entró en el GATT, Canadá fue uno de los pocos países que le concedieron el estatus de nación más favorecida.
Japón fue propuesto por Canadá y contó con su apoyo cuando ingresó en las Naciones Unidas en 1956. Asimismo, Canadá apoyó firmemente la admisión de Japón en la Organización para la Cooperación y el Desarrollo Económico (OCDE) en 1963.

### Proceso de maduración
El acontecimiento más destacado que simbolizó el restablecimiento de la relación canadiense-japonesa fue la visita del príncipe Akihito (posteriormente Emperador de 1989 a 2019) a Canadá en 1953.  Al año siguiente, Primer Ministro canadiense Louis St. Laurent y Primer Ministro japonés Shigeru Yoshida intercambiaron visitas.
Desde la década de 1950, Japón y Canadá han celebrado varios acuerdos bilaterales en materia de pesca, comercio, aviación, servicio postal, energía atómica y cultura.  También se han producido numerosas visitas de intercambio entre los primeros ministros japonés y canadiense.  A partir de la década de 1960, los primeros ministros Nobusuke Kishi, Hayato Ikeda, Kakuei Tanaka, Masayoshi Ohira, Zenko Suzuki, Yasuhiro Nakasone, Noboru Takeshita, Toshiki Kaifu, Tomiichi Murayama, Ryutaro Hashimoto, Keizo Obuchi, Yoshiro Mori y Junichiro Koizumi visitan Canadá. Los primeros ministros canadienses John Diefenbaker, Pierre Trudeau, Joe Clark, Brian Mulroney, Kim Campbell, Jean Chrétien y Paul Martin visitan Japón.
Durante este periodo, el Primer Ministro Brian Mulroney ofreció una disculpa en la Cámara de los Comunes por el trato injusto a los japoneses-canadienses durante la Segunda Guerra Mundial. Como respuesta al internamiento de japoneses-canadienses, el Primer Ministro Mulroney y el presidente de la Asociación Nacional de Japoneses-Canadienses, Art Miki, firmaron en 1988 el Acuerdo de Reparación para resolver cuestiones históricas del pasado.
En 2008, Primer Ministro canadiense Stephen Harper fue recibido en el Palacio Imperial de Tokio, con motivo del 80 aniversario del inicio de las relaciones diplomáticas formales entre Canadá y Japón.  En julio de 2009, Emperador Akihito y Emperatriz Michiko realizaron su primera visita de Estado a Canadá.
En marzo de 2011, el primer ministro canadiense Stephen Harper escribe y envía libro de condolencias a millones de pueblo japonés y el primer ministro Naoto Kan, tras el terremoto y tsunami de Tōhoku de 2011 y desastre nuclear de Fukushima Daiichi, en Chubu, Kanto y región de Tohoku, incluyendo Tokio se vio afectada y apagón.
El 26 de marzo de 2012, el primer ministro canadiense Stephen Harper visitó la región costera de Sendai, Japón.

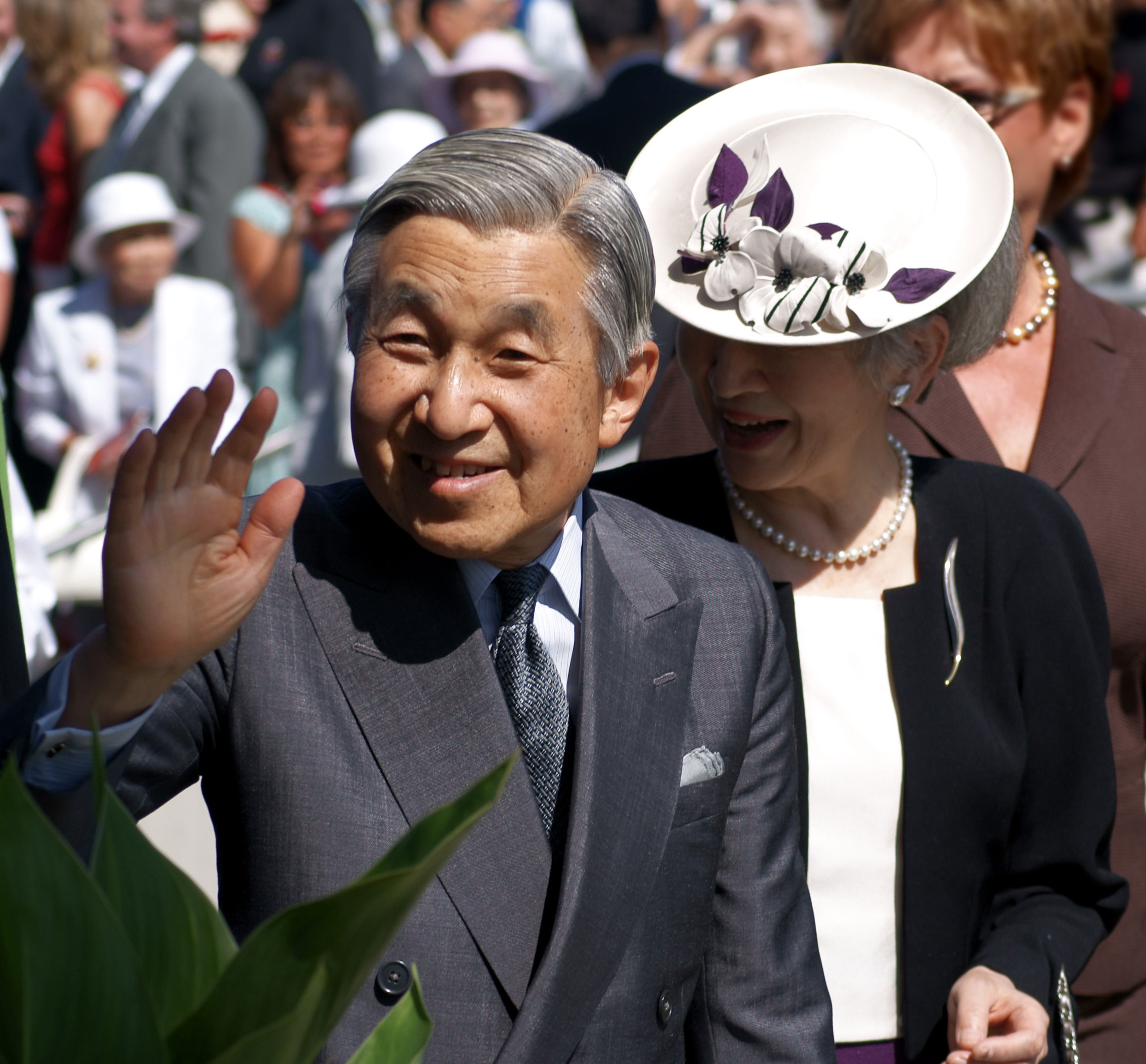
Emperador Akihito y Emperatriz Michiko de Japón visitando el Richmond Olympic Oval (Richmond, BC) el 10 de julio de 2009.
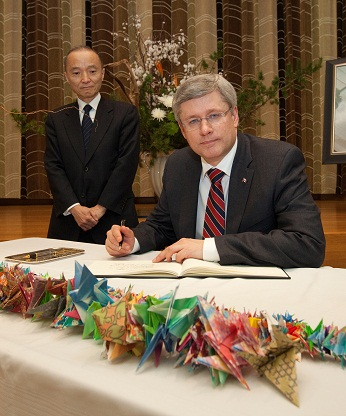
El primer ministro Stephen Harper firmando un libro de condolencias por las víctimas del terremoto y tsunami de Tōhoku de 2011 el 23 de marzo de 2011.
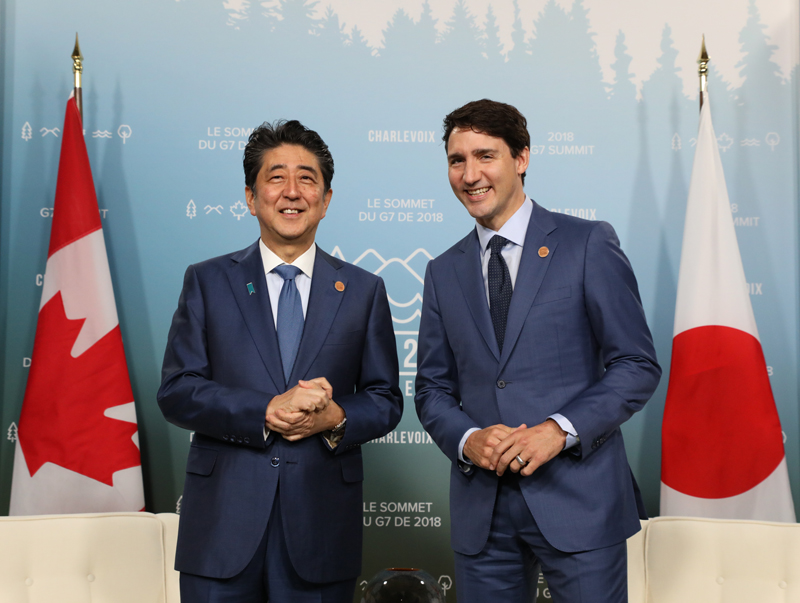
Los primeros ministros Shinzō Abe y Justin Trudeau en la 44ª cumbre del G7 en La Malbaie, Quebec el 8 de junio de 2018.

## Comercio
Canadá y Japón son miembros del acuerdo de libre comercio Acuerdo Integral y Progresista de Asociación Transpacífico. Las exportaciones de Canadá a Japón ascendieron a (CAD) 10.700 millones de dólares en 2011, mientras que las exportaciones de Japón a Canadá ascendieron a 13.000 millones de dólares. Los combustibles y aceites minerales fueron las principales exportaciones de Canadá a Japón, mientras que las piezas de vehículos, la maquinaria nuclear y la maquinaria eléctrica fueron las principales exportaciones de Japón a Canadá. (2011)
Canada's Merchandise Trade with Japan, 2015
|                              | Importaciones canadienses desde Japón                   |                            | Exportaciones canadienses a Japón                      |                            |
| ---------------------------- | ------------------------------------------------------- | -------------------------- | ------------------------------------------------------ | -------------------------- |
|                              | Clasificación de mercancías                             | % de importaciones totales | Clasificación de mercancías                            | % de exportaciones totales |
| 1                            | Vehículos de motor, remolques, bicicletas, motocicletas | 34.56                      | Minerales, escorias y cenizas                          | 15.64                      |
| 2                            | Calderas, aparatos mecánicos, etc.                      | 27.58                      | Semillas oleaginosas y frutas diversas, cereales, etc. | 15.06                      |
| 3                            | Maquinaria y equipos eléctricos                         | 11.71                      | Wood and wood articles, charcoal                       | 10.87                      |
| 4                            | Instrumentación óptica, médica, científica y técnica    | 5.08                       | Carne y despojos comestibles                           | 10.62                      |
| 5                            | Caucho y sus manufacturas                               | 3.57                       | Combustibles y aceites minerales                       | 10.48                      |
| Artículos de hierro o acero  | Cereales                                                | 5,83                       |                                                        |                            |
| Aeronaves y naves espaciales | Pulpa de madera; trozos de papel o cartón               | 3,79                       |                                                        |                            |
| 8                            | Productos farmacéuticos                                 | 1,36                       | Productos farmacéuticos                                | 2,92                       |
| Hierro y acero               | Pescado, crustáceos, moluscos                           | 2,68                       |                                                        |                            |
| Plástico y sus manufacturas  | Calderas, aparatos mecánicos, etc.                      | 2.58                       |                                                        |                            |
|                              | % of Total from Japan                                   | 91.67                      | % of Total To Japan                                    | 80.47                      |
|                              | Japanese Imports as % of Cdn Total                      | 2.76                       | Japanese Exports as % of Cdn Total                     | 2.00                       |

## Migración
La emigración japonesa a Canadá comenzó en el siglo XIX y fue bastante fuerte hasta que se impusieron restricciones a finales de siglo. Japantown, en Vancouver, fue un antiguo centro de la vida japonesa canadiense, aunque en los últimos años la comunidad japonesa ya no se asienta en la zona.

## Organizaciones multilaterales
Ambos países son miembros de la Cooperación Económica Asia-Pacífico, CPTPP, G7 y G20 principales economías, OCDE, Naciones Unidas, Fondo Monetario Internacional, Organización Mundial del Comercio, entre otros. Canadá y Japón también formaron parte de la Asociación Transpacífica, para el impulso de la cooperación Indo-Pacífica.